# طلال منصور
طلال منصور الرحیم (زاده ۸ می ۱۹۶۴) یک دونده دو سرعت اهل قطر می‌باشد که عمدتاً در ۱۰۰ متر به رقابت می‌پرداخت. وی در آسیا رکورد دو ۶۰ متر در ۶٫۵۱ ثانیه دارد.

## دستاوردها
- بازی‌های آسیایی ۱۹۹۴ - مدال طلا (۲۰۰ متر)
- بازی‌های آسیایی ۱۹۹۴ - مدال طلا
- مسابقات داخل سالن قهرمانی جهان اتحادیه بین‌المللی فدراسیون‌های دو و میدانی ۱۹۹۳ - مدال برنز
- مسابقات قهرمانی آسیا ۱۹۹۳ - مدال طلا
- بازی‌های پان عرب ۱۹۹۲ - مدال طلا (۲۰۰ متر)
- بازی‌های پان عرب ۱۹۹۲ - مدال طلا
- مسابقات قهرمانی آسیا ۱۹۹۱ - مدال طلا
- بازی‌های آسیایی ۱۹۹۰ - مدال طلا
- مسابقات قهرمانی آسیا ۱۹۸۷ - مدال طلا (۲۰۰ متر)
- مسابقات قهرمانی آسیا ۱۹۸۷ - مدال طلا
- بازی‌های آسیایی ۱۹۸۶ - مدال طلا